# Organisation démocratique assyrienne
L'Organisation démocratique assyrienne (anglais : Assyrian Democratic Organization (ADO), syriaque : ܡܛܟܣܬܐ ܐܬܘܪܝܬܐ ܕܝܡܩܪܛܝܬܐ; arabe : المنظمة الآثورية الديمقراطية), également connue par son acronyme "Mtakasta/Mtakasto", est une organisation politique assyrienne de Syrie créée en 1957. Son président actuel est Gabriel Moushe Gawrieh et son siège est basé à Kameshli.
Depuis la création du Conseil national syrien (opposition) en 2011, Abdulahad Astepho, Assyrien de Belgique, y siège au bureau politique au nom de l'ADO, ainsi qu'au comité politique de la Coalition nationale syrienne.

## Sources
1. ↑  "About ADO", ADO world
2. ↑  Ignace Leverrier, "Un chrétien remplace un kurde à la tête du Conseil national syrien", Un œil sur la Syrie, 9 novembre 2012